# Sẻ ngô xanh

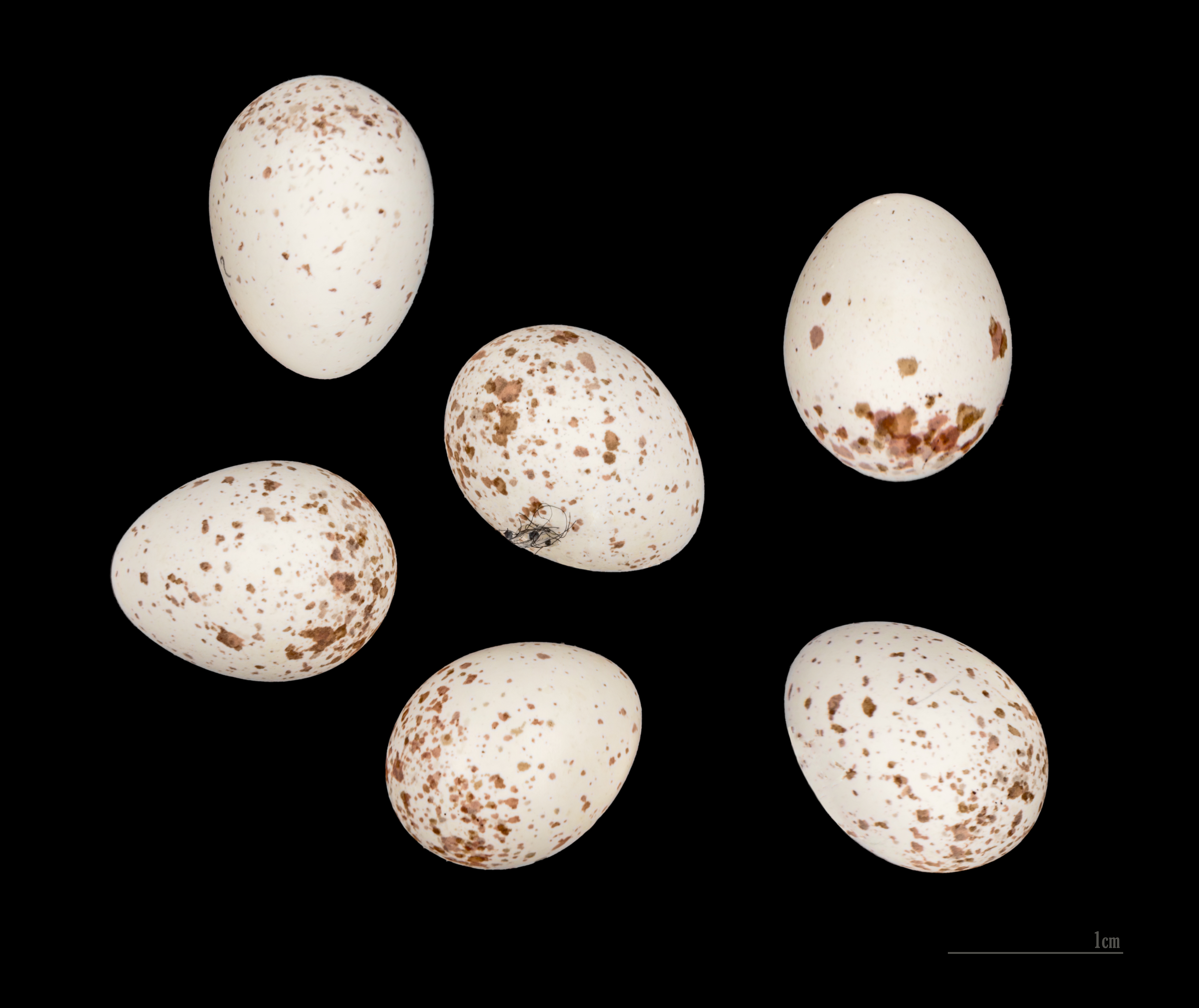
Cyanistes caeruleus

Sẻ ngô xanh (danh pháp hai phần: Cyanistes caeruleus) là một loài chim trong họ Paridae. Loài chim này dễ nhận ra với bộ lông màu xanh da trời vàng. Con trống có một đốm trên đầu phản chiếu tia cực tím, được chúng phô bày trước con mái qua tư thế xù lông ở phía gáy. Loài chim này thường định cư và không di cư, là loài phổ biến và loài sinh sản phổ biến khắp châu âu và Tây Á ôn đới và cận cực trong rừng rụng lá hoặc rừng hỗn hợp với một tỷ lệ cao của gỗ sồi. Chúng thường làm tổ trong lỗ cây, mặc dù chúng dễ dàng thích ứng với các hộp làm tổ ở những nơi cần thiết. Các đối thủ chính cho các tổ và tìm kiếm thức ăn là lớn hơn nhiều sẻ ngô lớn.
Sẻ ngô xanh thích ăn côn trùng và nhện. Ngoài mùa sinh sản, chúng còn ăn cả hạt giống và thực vật dựa trên các thực phẩm khác. Sẻ ngô xanh nổi tiếng với kỹ năng bám vào các nhánh cây ngoài cùng và treo ngược xuống khi tìm kiếm thức ăn.